# Zegel van Connecticut

Zegel van Connecticut.

Het zegel van Connecticut is het staatszegel van de Amerikaanse staat Connecticut bestaat uit een drie wijnstokken met elk drie trossen druiven. Op de rand van het zegel staat in het Latijn "Sigillum Reipublicæ Connecticutensis". Het betekent "Zegel van de staat van Connecticut". Het motto van de staat is "Qui transtulit sustinet" dat letterlijk vertaald "Hij die overgeplant is, gedijt toch" betekent. Het is tevens het enige Amerikaanse zegel dat niet rond is, maar een ovaal is. De zegel staat ook op de vlag van Connecticut.